# 金特·霍普夫加特纳
金特·霍普夫加特纳（德語：Günther Hopfgartner；1964年8月12日—）是一位奥地利政治人物，出生于林茨，曾担任救生员、报纸编辑、餐饮家。2021年6月起，他担任奥地利共产党法定主席。
霍普夫加特纳是欧洲左翼党的创始人之一，也是奥地利共产主义青年前主席，他最出名的事迹可能是他在2024年欧洲议会选举中的竞选活动。